# Устя (Холмський район)
Устя (рос. Устье) — присілок в Холмському районі Новгородської області Російської Федерації.
Населення становить 36 осіб. Входить до складу муніципального утворення Тогодське сільське поселення.

## Історія
Від 2004 року входить до складу муніципального утворення Тогодське сільське поселення.

## Населення
| 2010 |
| ---- |
| 36   |